# Kystpartiet
Kystpartiet er et politisk parti i Norge. 
Partiet opfatter sig som et værdikonservativt midterparti. Det har særlig gjort sig bemærket i forbindelse med distrikts-, kyst- og fiskeripolitik og som modstander af EU. Partiet har sit tyngdepunkt i Nordnorge, især i fylkerne Nordland og Troms. Det var repræsenteret i Stortinget med ét mandat (Steinar Bastesen) fra 1997 til 2005.